# Ron Paul
Ronald "Ron" Ernest Paul (født 20. august 1935 i Green Tree, Pennsylvania, USA) er en læge, forfatter, aktivist, og tidligere amerikansk politiker. Han repræsenterede Texas' 22. kongresdistrikt fra 1976 til 1977 og igen fra 1979 til 1985 i Repræsentanternes Hus, samt Texas' 14. kongresdistrikt fra 1997 til 2013. Han har ligeledes ved tre lejligheder opstillet som præsidentkandidat: ved præsidentvalget i 1988 var han opstillet som det Libertarianske Partis præsidentkandidat, mens han i både 2008 og 2012 søgte kandidaturet i det republikanske parti, hvor han dog i begge tilfælde tabte de republikanske primærvalg.
Han har siden han valgte ikke at genopstille til Repræsentanternes Hus ved valget i 2012 forblevet aktiv indenfor politik, og har har promoveret sine libertariansk-konservative ideer gennem offentlige taler og podcast. Han er her bl.a. medvært på The Ron Paul Liberty Report, som er et politisk webshow som bl.a. kan findes på YouTube og Rumble.
Ron Paul blev især kendt under det indledende stadie af det Amerikanske præsidentvalg 2008 som en republikansk kandidat med liberalistiske holdninger. Det vil sige, at han gik ind for individuelle frihedsrettigheder og det frie marked, og var modstander af angrebskrige, abort, velfærdsstaten, centralbanken og skattevæsnet. Han appellerede således både til konservative og uafhængige vælgere.[kilde mangler]
Ron Paul stemte i sin tid imod Irakkrigen og har siden han begyndte sin politiske karriere aldrig stemt for forslag der bruger offentlige midler. Under sin præsidentskampagne sagde Ron Paul, at han ville nedlægge både FBI, CIA, IRS (det føderale skattevæsen i USA) samt stoppe hele krigen imod narko, idet han går ind for personligt ansvar, hvilket også indebærer friheden til at bruge de rusmidler man ønsker.

## Politisk karriere
Ron Paul har været Republikansk medlem af Repræsentanternes hus fra 1976-1984 og igen fra 1996-2013. Han var det Libertarianske Partis præsidentkandidat i 1988 og har i 2008 og 2012 stillet op i republikanernes valgkamp for at blive partiets præsidentkandidat.
Siden sin afgang har Ron Paul brugt mere tid på "The Ron Paul Institute for Peace and Prosperity."

## Politisk ideologi
Ron Pauls politiske ideologi er en konservativ libertarianisme (liberalisme), hvilket betød at han var i stand til at appellere både til konservative libertarianere og til liberale.[kilde mangler]
Den konsistente libertarianisme, som Ron Paul går ind for, bygger på princippet om ikke-aggression, som er et etisk princip for samfundslivet, der siger, at det eneste, som bør være forbudt i samfundslivet, er at øve nogen form for aggression mod et andet individ. Dette gælder også for statslige aktører, hvilket betyder, at ingen (hele ikke en statslig aktør) har ret til at udøve aggression mod en anden person. Dette princip har mange implikationer:
- Retten til liv
  - Modstand mod abort. Det første implikation er man ikke må dræbe noget andet individ. Dette inkluderer, at abort bør forbydes, idet man derved dræbe et andet individ - nemlig fosteret. Abort bør kun finde sted hvis moderens liv er i fare.[5]
  - Modstand mod angrebskrig. Det er også moralsk forkasteligt at begynde en angrebskrig mod et andet land. Krig kan kun forsvares, hvis der er tale om en forsvarskrig.[6]
- Retten til ejendom
  - Angreb på den private ejendom er en aggresion på individets ejendele. Det er derfor tyveri er forbudt.
  - Dette fører også mange libertarianere ligesom Ron Paul, til at være modstandere at indkomstbeskatning og flere andre former for beskatning. For indkomstbeskatning er en aggresion mod private personer, idet den egentligt stjæler en andel af de penge man har tjent og dermed ejer.
  - Modstand mod centralbank-systemet. Pengesystemet er baseret på centralbankens udstedelse af penge, som fører til inflation, idet flere penge i omløb, betyder at de bliver mindre værd. Ron Paul går ind en fri markedsøkonomi uafhængig af statslig involvering. [7]
  - I sin økonomiske forståelse er Ron Paul stærk påvirket af den såkaldte "østrigske skole".[8]

- Retten til selvforsvar. Ron Paul går ind for at våbenrestriktioner skal fjernes, så borgerne kan forsvare sig.
- Retten til selvbestemmelse. Individer har selv ansvareret for deres handlinger, og bør selv bestemme, hvad de spiser, ryger[3], og hvem de gifter sig med.

## Udvalg af Ron Pauls bøger
Paul, Ron: Abortion and Liberty. Lake Jackson, Texas: Foundation for Rational Economics and Education,1983.
Paul, Ron: End the Fed. New York, N.Y.: Grand Central Publishing, 2009.
Paul, Ron: The Revolution: A Manifesto. New York, N.Y.: Grand Central Publishing, 2008.
Paul, Ron: Swords into Plowshares: A Life in Wartime and a Future of Peace and Prosperity. Ron Paul Institute for Peace and Prosperity, 2015.